# Хуторо-Губиниха
Ху́торо-Губи́ниха — село в Україні, у Підгородненській міській громаді Дніпровського району Дніпропетровської області. Населення становить 790 осіб (за переписом 2019 року).

## Географія
Село Хуторо-Губиниха розташоване на березі річки Губиниха (переважно на лівому), яка через 5 км впадає в річку Кільчень. Вище за течією, на відстані 4,5 км, розташоване село Миколаївка (Самарівський район). Річка в цьому місці пересихає, на ній зроблена загата.

## Населення

### Мова
Розподіл населення за рідною мовою за даними перепису 2001 року:
| Мова       | Кількість | Відсоток |
| ---------- | --------- | -------- |
| українська | 744       | 94.18%   |
| російська  | 46        | 5.82%    |
| Усього     | 790       | 100%     |

## Економіка
- Виробничі сільськогосподарські кооперативи імені Кірова (керівник Кривошея П. Є.) та «Мрія», також ТзОВ «Обрій» (керівник Оголенко В. В.) діяли упродовж 2000—2005 років.[5]
- Фермерські господарства: Чекаєва В. Т. (вирощування зернових та технічних культур; «Віталій» Гуртового В. Л.(вирощування овочів і баштанних культур, коренеплодів і бульбоплодів[5] та інших власників.
- ТзОВ «Агросіч 2010» (гуртова торгівля хімічними продуктами).[5]

## Соціальна сфера
- Хуторо-Губиниська гімназія Підгородненської міської ради Дніпропетровської області.[6]
- Фельдшерсько-акушерський пункт с. Хуторо-Губиниха Центру первинної медико-санітарної допомоги Новомосковської районної ради.[7]

## Пам'ятники
Пам'ятник односельцям, які загинули в роки німецько-радянської війни. Поряд встановлено погруддя Герою Радянського Союзу Бобро Миколі Макаровичу.

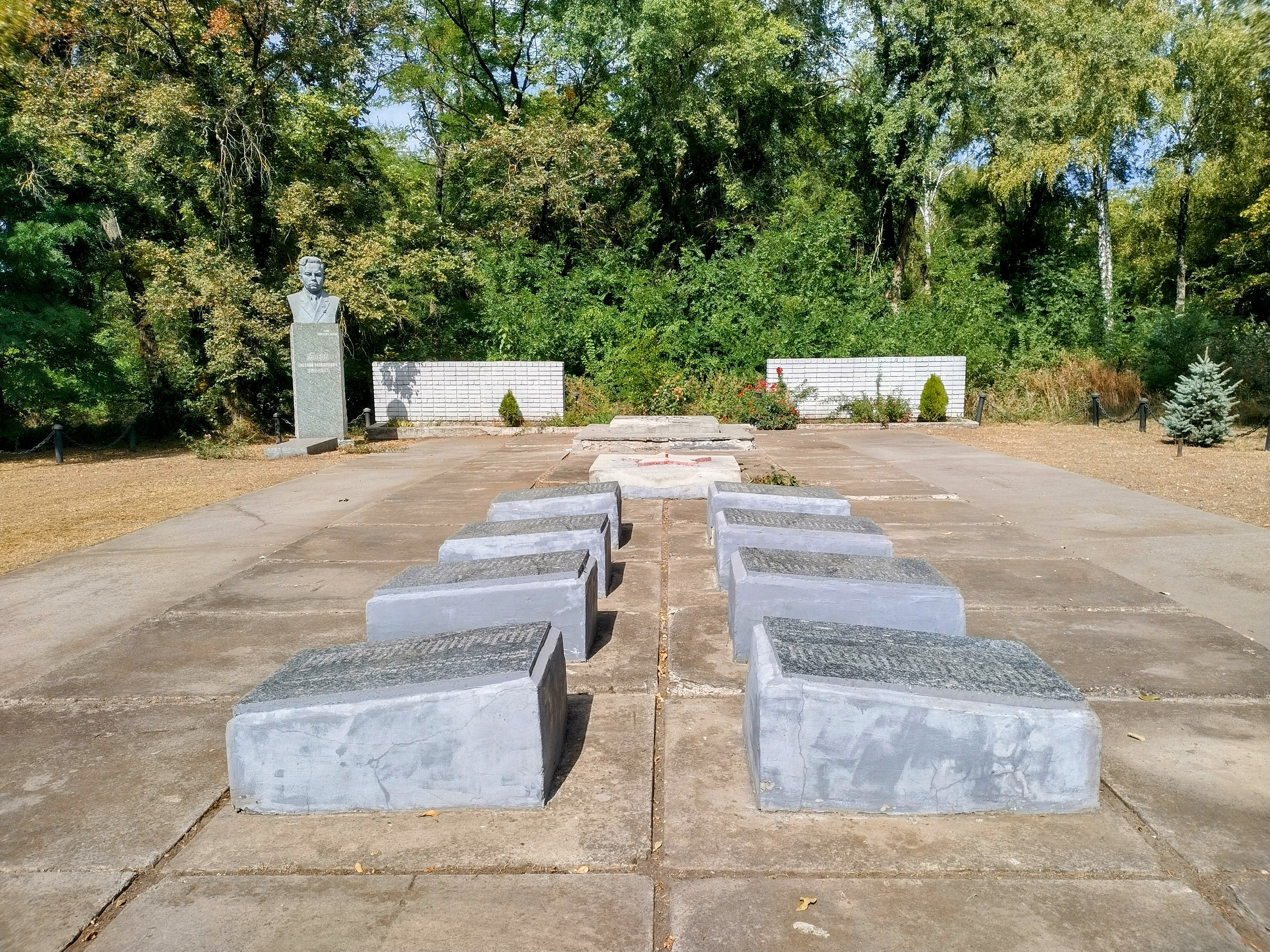
Військовий меморіал
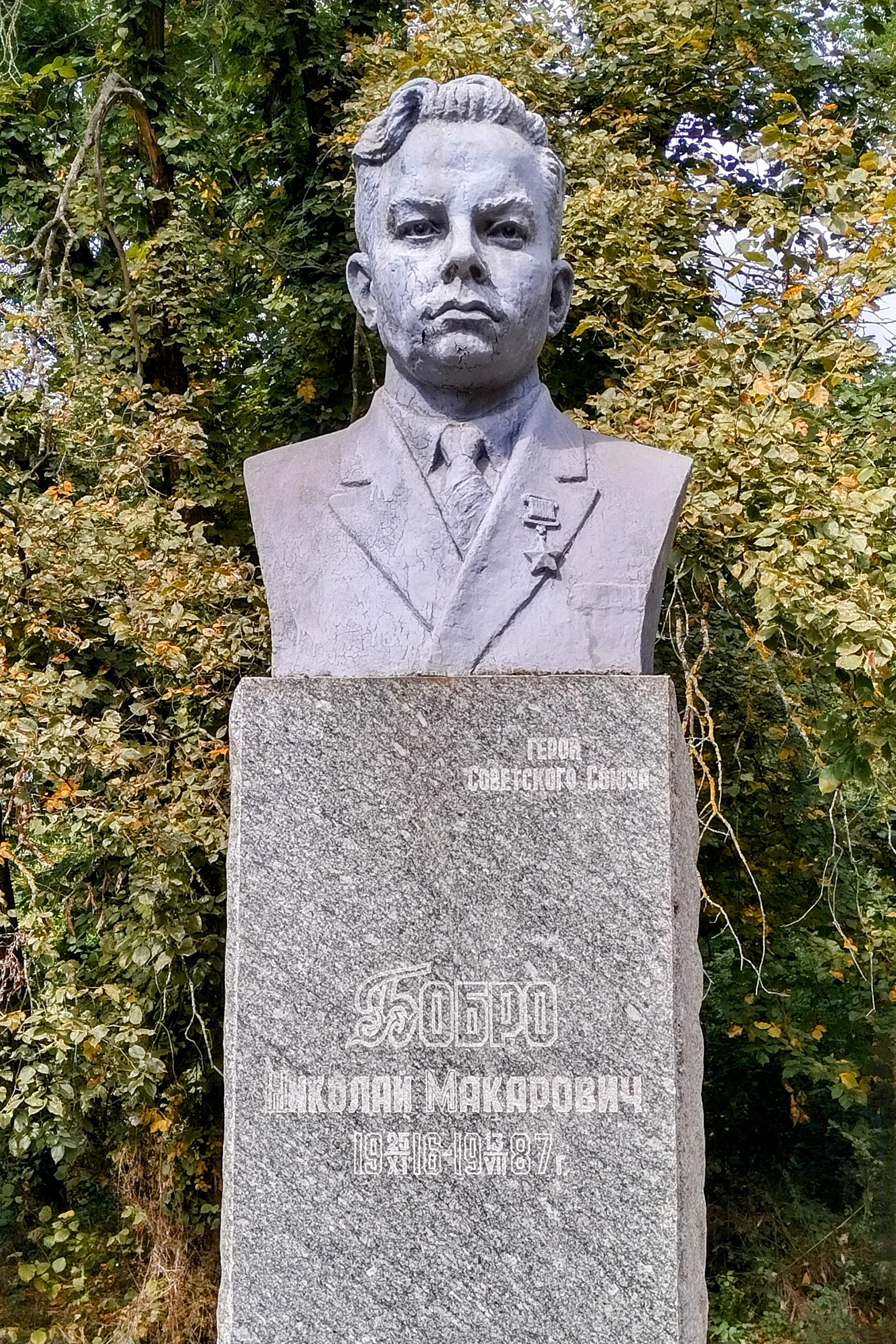
Погруддя Миколі Бобро

## Релігія
У селі розташований Свято-Троїцький храм (вул. Партизанська, 104-А). 

## Відомі люди
- Микола Макарович Бобро[ru] (12 (25) листопада 1916, Хуторо-Губиниха — 13 липня 1987, Новомосковськ) — учасник німецько-радянської війни, старшина Радянської армії, помічник командира взвода 95-го стрілецького полку 14-ї стрілецької дивізії 14-ї армії Карельського фронту, Герой Радянського Союзу (1945). По смерті йому встановлене погруддя у рідному селі.[8]